# Десислав Чуколов
Десислав Славов Чуколов е български политик, народен представител в XL, XLI, XLII, XLIII и XLIV народно събрание (2005 – 2007 г.; 2009 – 2021 година) и евродепутат (2007 – 2009 година), избиран от листите на партия Атака. Десислав е женен, с едно дете. Владее английски, руски и немски език.

## Биография
Роден е на 22 декември 1974 в Русе. Завършва Русенския университет със специалност „Европеистика“ и до включването си в политиката работи като компютърен специалист в родния си град.
Член е на партия „Атака“ от учредяването ѝ на 17 април 2005 г., а от 11 юли 2005 г. е народен представител в XL народно събрание. От 21 септември 2005 г. е заместващ представител на България в делегацията в Парламентарната асамблея на Съвета на Европа. От 8 март 2006 г. заема длъжността парламентарен секретар.
В листата на партия „Атака“ с кандидати за изборите за членове на Европейския парламент е регистриран под номер 3.
От 6 юни 2007 е евродепутат, член на парламентарната група „Идентичност, традиция и суверенитет“.
На IV Национален сбор на партия АТАКА през декември 2008 г. е избран за заместник-председател на партия АТАКА.
През 2009 г. е избран за народен представител от 15 многомандатен избирателен район Плевен и оттогава е заместник-председател на парламентарната група на партия АТАКА, както и на комисията по вътрешна сигурност и обществен ред към НС.
Основен представител в постоянна делегация на Народното събрание в Парламентарната асамблея на Съвета на Европа.
Умира на 8 март 2022 година, на 47-годишна възраст, след тежко боледуване.